# Bambocheur

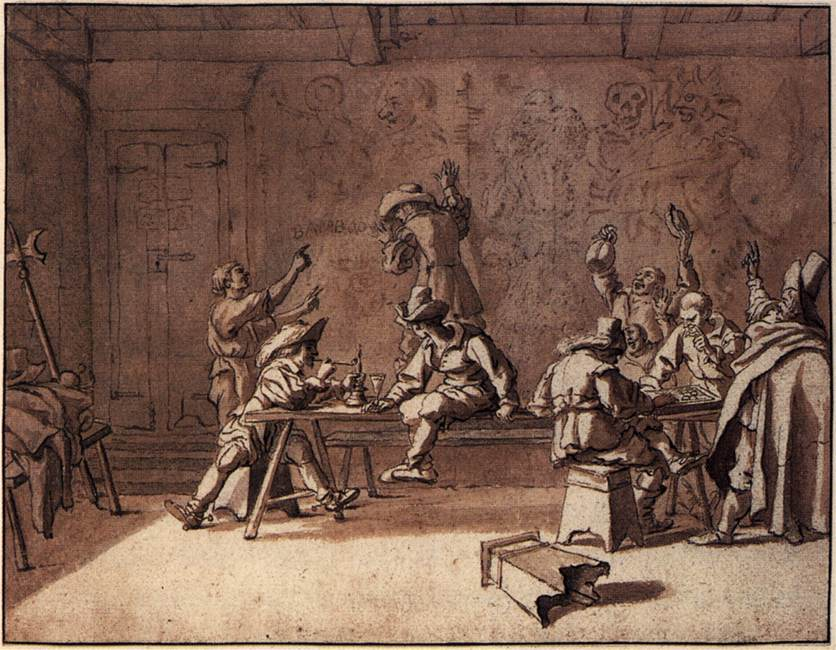
Kroegscene door Pieter van Laer, circa 1625

Een bambocheur (ook bamboucheur) is een in de negentiende eeuw in het Nederlands geïntroduceerd woord voor een boemelaar, iemand die veel alcohol drinkt.
Het woord komt uit het Frans waar het in 1821 opduikt, afgeleid van het vroeg-achttiende-eeuwse bambochade, "(schilderij van een) uitspatting", wat weer een vertaling is van het Italiaanse bambocciata, dat een schildersgenre van kroegvoorstellingen aanduidt. Dat woord is weer afgeleid van de bijnaam van de Nederlandse schilder Pieter van Laer die in Rome dit genre introduceerde: Bamboccio, 'de ledenpop'.
Het gebruik van het woord was functioneel in de standenmaatschappij waar men een eufemisme nodig had voor een man van hogere stand die bij de lagere stand gewoon een zuiplap genoemd zou worden. Tegenwoordig nog gebruikt voor studenten uit hogere kringen die eenzelfde gedrag vertonen.